# Associação dos Cartunistas do Brasil
Associação dos Cartunistas do Brasil (ACB) é uma instituição que reúne quadrinhistas, cartunistas, chargistas e profissionais das artes gráficas. A entidade surgiu em 1989, juntamente com a criação do Troféu HQ Mix, que é organizado pela ACB desde então. Desde sua fundação, a ACB é presidida por José Alberto Lovetro. Entre suas principais tarefas, a ACB cuida das tabelas de preços e acordos com os sindicatos de jornais e outras empresas em relação aos cartunistas profissionais. Eles também organizam exposições de cartuns, charges e caricaturas em homenagem a diversas personalidades, como Silvio Santos, Papa Francisco. entre outros. 